# Гардн (Јута)
Гардн (енгл. Garden) насељено је место без административног статуса у америчкој савезној држави Јута.

## Демографија
По попису из 2010. године број становника је 181, што је 98 (118,1%) становника више него 2000. године.
| Група             | 2000.       | 2010.       |
| Белци             | 83 (100,0%) | 179 (98,9%) |
| Афроамериканци    | 0 (0,0%)    | 0 (0,0%)    |
| Азијати           | 0 (0,0%)    | 0 (0,0%)    |
| Хиспаноамериканци | 0 (0,0%)    | 2 (1,1%)    |
| Укупно            | 83          | 181         |